# Ella May Dunning Smith
Ella May Dunning Smith (también conocida como Ella Mae Dunning Smith) (12 de marzo de 1860 - 28 de septiembre de 1934) fue una escritora, compositora, pianista y activista estadounidense que participó activamente en el movimiento settlement y fue la primera mujer presidenta de la Asociación de Maestros de Música del Estado de Ohio.

## Biografía
Smith nació en Ulrichsville, Ohio, siendo hija de Sarah Ann Price y Rufus Libbie Dunning. Era la sexta de ocho hijos. Se casó con Dan Laws Smith, trabajador del ferrocarril, en 1878 y tuvieron tres hijos y una hija.
Smith estudió música con artistas conocidos tales como Caleb Croswell, Edgar Stillman Kelley, Paula de Branco de Olivera y M. Segund du Sape. El productor del espectáculo Minstrel Al G. Field trató de incluir varias de sus canciones en la temporada de 1895.
Entre 1903 y 1916, fue la presidenta del Women's Music Club (Club de Música de Mujeres) de Columbus, Ohio. Bajo su dirección, éste se convirtió en el club de música de mujeres más grande del mundo, organizando orquestas sinfónicas en Cincinnati, Minneapolis y Nueva York que actuaban en Columbus, además de en prisiones, residencias de ancianos y escuelas para ciegos. En 1914, Smith inició programas musicales voluntarios en ocho casas de asentamiento para personas de pocos recursos, como parte del movimiento settlement. Estos programas tuvieron tanto éxito que en 1928, 35 profesores voluntarios impartían 1.353 lecciones de música recaudando dinero para becas.
Smith dio clases en la Phelps Collegiate School y fue decana de la Wallace Collegiate School en Columbus.
Smith fue la primera mujer presidenta de la Asociación de Profesores de Música del Estado de Ohio. También ejerció como crítica musical del Ohio State Journal Newspaper durante más de 20 años, y escribiendo además críticas musicales para el Columbus Dispatch y para el New York Musical Courier. En 1916, puso en marcha la entidad Ella May Smith Studios en Columbus para proporcionar educación musical. A menudo daba conferencias sobre música estadounidense.

## Obras
- “Lilacs”[6]
- “Many a Beauteous Flower” (texto de Eugene Field)[12]
- “Philip's mother”[13]